# أندريه سميث (لاعب كرة قدم أمريكية مواليد 1987)
أندريه سميث (بالإنجليزية: Andre Smith)‏ هو لاعب كرة قدم أمريكية أمريكي، ولد في 25 يناير 1987 في برمنغهام في الولايات المتحدة.

## وصلات خارجية
- أندريه سميث على موقع مرجع كرة القدم المحترفة.كوم (الإنجليزية)